# Кварнерски поморски састав морнарице НОВЈ
Кварнерски поморски састав морнарице НОВЈ је била партизанска формација Морнарице НОВЈ у саставу Народноослободилачке војске Југославије током Другог светског рата у Југославији.

## Историјат
формиран је 9. новембра 1944. на острву Исту од најјачих бродова поморских обалских сектора, са задатком да напада непријатељски саобраћај у Кварнеру, одржава везу са Хрватским приморјем и Истром, штити сопствени саобраћај и учествује у нападима на обалу. По потреби, садејствовао је са савезничким поморским снагама. Кварнерски поморски састав имао је пет флотила: I флотила: НБ (наоружани брод) 3, НБ 11, НБ 13, НБ 14, болнички брод Топчидер; II флотила: ПЧ (патролни чамац) 21—24, ПЧ-53, ПЧ-57; III флотила: ПЧ 1—3, ПЧ 6-8; IV флотила: ПЧ41—45, ПЧ-50, ПЧ-55, ПЧ-71 и V флотила: десантни бродови МС (моторна сплав) 3 и МС-5 и баркасе 1 и 2. Састав је представљао више организацијску него оперативну целину, иако су флотиле биле формиране од сличних бродова. Његови бродови дејствовали су у мањим групама, вршећи специфичне задатке: одржавање везе, заштита саобраћаја и превожење трупа у десантним препадима и десантима, тесно садејствујући Кварнерском одреду морнаричке пешадије морнарице НОВЈ. Бродови Кварнерског састава осигурали су патролама острво Ист, одржавали саобраћај са Висом и сталну везу према подручју под контролом окупатора, преко три канала: кроз Повљански канал и теснац Љубач за Обровац; преко Олиба и Крка за Хрватско приморје; преко острва Уније за Истру. Најинтензивнија борбена дејства вршио је Кварнерски састав у завршним операцијама Југословенске армије, дејствујући у саставу Поморске команде Северног Јадрана на приморском крилу IV армије у априлу и мају 1945. Његови бродови учествовали су у ослобођењу Пага, Раба, Крка, Цреса и Лошиња, у десанту на Истру и, посебно, у борбама за Пулу. Патролни чамац ПЧ-8 упловио је 5. маја у Трст као први савезнички брод. Свој најјачи брод НБ 11 Црвену звијезду, Кварнерски састав је изгубио 1. априла 1945. у минском пољу код острва Суска.